# Лядська сільська рада
Ля́дська сільська́ ра́да — адміністративно-територіальна одиниця та орган місцевого самоврядування в Монастириському районі Тернопільської області. Адміністративний центр — село Лядське.

## Загальні відомості
Лядська сільська рада утворена в 1940 році.
- Територія ради: 6,07 км²
- Населення ради: 844 особи (станом на 2001 рік)
- Територією ради протікає річка Золота Липа

## Населені пункти
Сільській раді підпорядковані населені пункти:
- с. Лядське
- с. Бобрівники

## Склад ради
Рада складалася з 16 депутатів та голови.
- Голова ради: Шумега Михайло Михайлович
- Секретар ради: Скобальська Наталія Володимирівна

### Керівний склад попередніх скликань
| Прізвище, ім'я, по батькові | Основні відомості                                                                                  | Дата обрання | Дата звільнення |
| --------------------------- | -------------------------------------------------------------------------------------------------- | ------------ | --------------- |
| Шумега Михайло Михайлович   | Сільський голова, 1957 року народження, освіта вища, член Народного Руху України                   | 26.03.2006   | 31.10.2010      |
| Шумега Михайло Михайлович   | Сільський голова, 1957 року народження, освіта вища, член Всеукраїнського об'єднання «Батьківщина» | 31.10.2010   |                 |

Примітка: таблиця складена за даними сайту Верховної Ради України

### Депутати
За результатами місцевих виборів 2010 року депутатами ради стали:

#### За суб'єктами висування
| Суб'єкт висування | Кількість обраних депутатів | %   |
| ----------------- | --------------------------- | --- |
| Самовисування     | 16                          | 100 |

#### За округами
| № округу | Прізвище, ім'я, по батькові       | Дата визнання обраним | Освіта             | Партійна приналежність | Відомості про обраного депутата                            |
| -------- | --------------------------------- | --------------------- | ------------------ | ---------------------- | ---------------------------------------------------------- |
| 1        | Анішевський Роман Зеновійович     | 04.11.2010            | незакінчена вища   | позапартійний          | Галицька академія, студент                                 |
| 2        | Недільський Ігор Васильович       | 04.11.2010            | вища               | позапартійний          | Лядська загальноосвітня школа І-ІІ ст., вчитель            |
| 3        | Скобальська Наталія Володимирівна | 04.11.2010            | вища               | позапартійна           | Лазарівська загальноосвітня школа І-ІІ ст., вчитель        |
| 4        | Заяць Марія Михайлівна            | 04.11.2010            | вища               | позапартійна           | ППЗ с. Лядське, листоноша                                  |
| 5        | Герба Андрій Васильович           | 04.11.2010            | вища               | позапартійний          | тимчасово не працює                                        |
| 6        | Кудярський Ігор Михайлович        | 04.11.2010            | вища               | позапартійний          | тимчасово не працює                                        |
| 7        | Гураський Михайло Михайлович      | 04.11.2010            | вища               | позапартійний          | Торговельна мережа «Ферозіт» м. Івано-Франківськ, менеджер |
| 8        | Бойко Іван Михайлович             | 04.11.2010            | вища               | позапартійний          | ТзОВ «Лядське», електрик                                   |
| 9        | Вакалюк Назарій Миколайович       | 04.11.2010            | незакінчена вища   | позапартійний          | ЗАТРК «Євротек» м. Івано-Франківськ, продавець             |
| 10       | Гасяк Володимир Михайлович        | 04.11.2010            | вища               | позапартійний          | ТзОВ «Мегаполіс» м. Івано-Франківськ, комплектувальник     |
| 11       | Гудима Ольга Олександрівна        | 04.11.2010            | середня спеціальна | позапартійна           | ТзОВ «Лядське», кухар                                      |
| 12       | Сирник Олег Орестович             | 04.11.2010            | вища               | позапартійний          | тимчасово не працює                                        |
| 13       | Дворський Степан Богданович       | 04.11.2010            | середня спеціальна | позапартійний          | ТзОВ ДМ м. Івано-Франківськ, різноробочий                  |
| 14       | Скрипник Євген Іванович           | 04.11.2010            | середня            | позапартійний          | тимчасово не працює                                        |
| 15       | Мотуз Михайло Михайлович          | 04.11.2010            | середня            | позапартійний          | тимчасово не працює                                        |
| 16       | Сабат Степан Михайлович           | 04.11.2010            | середня            | позапартійний          | тимчасово не працює                                        |